# Jeff McInerney
Jeff McInerney (Betlehem, Pennsylvania, 1960. június 22. –) amerikai amerikaifutball-játékos és -edző, 2022-től a New Jersey Generals speciális csapatának edzője és védőjáték-minőségért felelős koordinátora. 2006 és 2013 között a Central Connecticut Blue Devils vezetőedzője volt.

## Pályafutása
A Slippery Rock játékosa, majd később edzőhelyettese volt. 1983 és 1987 között a Troy Trojans linebackereinek edzője volt, emellett többek között a Georgia Southern Eagles és a USC Trojans is alkalmazta. 2000 és 2003 között a Tulsa Golden Hurricane helyettes vezetőedzői pozícióját töltötte be.
2006 januárjában a Central Connecticut Blue Devils vezetőedzője lett; 2013 novemberében más lehetőségek után kutatva lemondott.
2014–2015-ben a Henderson State Reddies speciális csapatának és védőfalának edzője, 2015-ben társ-védőkoordinátora volt. 2016 és 2018 között az Indiana Hoosiers játékminőségéért felelt. 2019-ben a San Antonio Commanders, 2020-ban a New York Guardians alkalmazta.
2022-ben a New Jersey Generals speciális csapatának edzője és védőjáték-minőségért felelős koordinátora lett.

## Eredményei vezetőedzőként
| Év                                                           | Eredmény                                                     | Eredmény                                                     | Helyezés                                                     |
| Év                                                           | Összesített                                                  | Konferencia                                                  | Helyezés                                                     |
| Central Connecticut State Blue Devils (Northeast Conference) | Central Connecticut State Blue Devils (Northeast Conference) | Central Connecticut State Blue Devils (Northeast Conference) | Central Connecticut State Blue Devils (Northeast Conference) |
| ------------------------------------------------------------ | ------------------------------------------------------------ | ------------------------------------------------------------ | ------------------------------------------------------------ |
| 2006                                                         | 8–3                                                          | 4–3                                                          | 5.                                                           |
| 2007                                                         | 6–5                                                          | 4–2                                                          | 2.                                                           |
| 2008                                                         | 7–4                                                          | 4–3                                                          | T-3.                                                         |
| 2009                                                         | 9–3                                                          | 7–1                                                          | 1.                                                           |
| 2010                                                         | 8–3                                                          | 7–1                                                          | T-1.                                                         |
| Central Connecticut Blue Devils (Northeast Conference)       |                                                              |                                                              |                                                              |
| 2011                                                         | 4–7                                                          | 3–5                                                          | T-6.                                                         |
| 2012                                                         | 2–8                                                          | 2–5                                                          | 8.                                                           |
| 2013                                                         | 4–8                                                          | 2–4                                                          | T-6.                                                         |
| Összesen:                                                    | 48–41                                                        | 33–24                                                        | –                                                            |
| Jelmagyarázat: Konferenciabajnok                             |                                                              |                                                              |                                                              |

## Fordítás
- Ez a szócikk részben vagy egészben  a   Jeff McInerney című angol Wikipédia-szócikk ezen változatának fordításán alapul.  Az eredeti cikk szerkesztőit annak laptörténete sorolja fel. Ez a jelzés csupán a megfogalmazás eredetét és a szerzői jogokat jelzi, nem szolgál a cikkben szereplő információk forrásmegjelöléseként.